# ナタリア・スター
ナタリア・スター（Natalia Starr, 1993年3月22日 - ）は、ポーランド国籍のポルノ女優。ロサンゼルス在住。
ポルノ女優のナターシャ・スターは姉である。

## 経歴

### 生い立ち
1993年3月22日、
マゾフシェ県オストロフ・マゾヴィエツカに生まれる。出生名Katarzyna Tyszka。 
2000年12月25日、米国に移住。ニューヨークのブルックリン区Williamsburgおよびクイーンズ区で育つ。 
2012年、Miss Polonia Manhattan 2012で優勝し「マンハッタンで最も美しいポーランド女性」となる。
ハイスクール卒業後、しばらくの間ショッピングセンターで働く。

### キャリア
先にデビューしていた姉のナターシャ・スターの影響でアダルト産業のキャリアを開始。初め、ニューヨークでBDSMの、次いでカリフォルニア州ロサンゼルス郡のFM Conceptsでフェチ分野の写真モデルとなる。
2012年8月、ロサンゼルスのLA Direct Modelsと契約、エロサイトDigital DesireおよびTwistysのために仕事をする。数か月後、彼女の写真はハスラー誌のクリスマス特集号の表紙の掲載される。
2013年1月、Najlepszej aktorki porno wytwórni Twistys（Twistysブランドの最優秀ポルノ女優）に選ばれる。
同年7月にナタリアが、8月にナターシャがペントハウスペットに選ばれる。この年、OC Modelingおよび Brazzersと契約。
インターネット・アダルト・フィルム・データベースで確認できるだけで351の作品に出演。

## 賞歴
- 2013年: ペントハウスペット
- 2015年: AVNアワード ファンが選ぶ最優秀おっぱい